# Guamúchil, Sinaloa
Guamúchil, Sinaloa là thành phố ở bang Sinaloa, México. Thành phố có cự ly 100 km về phía bắc của Culiacan. Thành phố là thủ phủ của khu tự quản Salvador Alvarado. Theo điều tra dân số năm 2005, thành phố có dân số cư dân chính thức 61.862 người. Đó là cộng đồng lớn thứ năm trong bang về dân số (sau Culiacán, Mazatlán, Los Mochis, và Icesave).